# Un ragazzo nel Far West
Un ragazzo nel Far West è stata una serie a fumetti di genere western edita dal 1958 dalle Edizioni Araldo, ideata da Sergio Bonelli e disegnata da Franco Bignotti e da Giovanni Ticci. Si tratta della prima storia a fumetti scritta da Bonelli.

## Trama
Tim Carter, ragazzino orfano, diventa un valente scout dell’esercito americano, accompagnato nelle sue avventure da Dusty Ryan, un simpatico scout ubriacone.

## Storia editoriale
La serie venne edita nel formato a strisce dal 1958 al 1963, per 136 numeri divisi in cinque serie all'interno della Collana Frontiera, dal settembre 1958 al dicembre 1963, scritta da Sergio Bonelli e disegnata da Franco Bignotti e da Giovanni Ticci. Dal 1960 la serie venne continuata dal padre Giovanni Luigi.
L'intera serie venne ristampata nella Collana Zenith Gigante II serie, dal numero 23 al numero 51. Nei numeri 50 e 51 di questa collana, vengono pubblicate tre storie inedite, non pubblicate nelle precedenti strisce, e nello specifico: "L'isola del Diavolo" e "Ai margini del deserto" (testi di Gian Luigi Bonelli e disegni di Birago Balzano), "Il sakem bianco" e "Oltre il confine" (testi di Cesare Solini e disegni di Birago Balzano).
Venne successivamente ristampata nella Collana Rodeo. Curiosamente, in questa ristampa non vennero pubblicate le storie apparse per la prima volta sugli Zenith 50 e 51. Nel numero 108 della Collana Rodeo venne pubblicato l'allora inedito episodio conclusivo della serie, "Addio alle armi", sui testi di Decio Canzio ed i disegni di Franco Bignotti.
Fu successivamente ristampato integralmente dalle Edizioni If, nei numeri da 55 a 75 della collana "Storia del West presenta".